# Argumentum ad nauseam
L'argumentum ad nauseam ou avoir raison par forfait est un sophisme fondé sur la répétition d'une affirmation. C'est le mécanisme qui se cache derrière l'efficacité des rumeurs et de la propagande (ou publicité) répétitive (voire, à l'extrême, du lavage de cerveau).

## Exemple
La légende du fer dans les épinards.